# Варанґергалвейа (національний парк)
Національний парк Варанґергалвейа (норв. Varangerhalvøya nasjonalpark) лежить на півострові Варанґер у фюльке Фіннмарк Норвегія. Він розташований у муніципалітетах Ботсфіорд, Нессебю, Вадсьо та Вардьо, на північному сході Норвегії. Півострів — це найбільша територія в арктичному кліматичному поясі материкової Норвегії.

## Флора і фауна
Оскільки види з Арктики, Східного Сибіру та більш південних районів трапляються разом на півострові Варанґер, життя рослин є відмінним. Невеликі листяні ліси в цьому районі є одними з найпівнічніших у світі.
Багаті на вапно гірські породи та ґрунт на півночі підтримують багаті ділянки, що містять рідкісні види, такі як Papaver dahlianum (мак), польова блатниця, шпіцбергенська снігова дубровка та Arenaria pseudofrigida (пісочниця).
На півострові досі існує повна альпійська екосистема з оленями (одомашненими), росомахою та песцем. Останній є найбільш зникаючим видом ссавців Норвегії. Спеціальна програма, заснована на зменшенні чисельності домінуючої рудої лисиці, показала дуже хороші результати (за 2008 рік) для невеликої популяції песця.

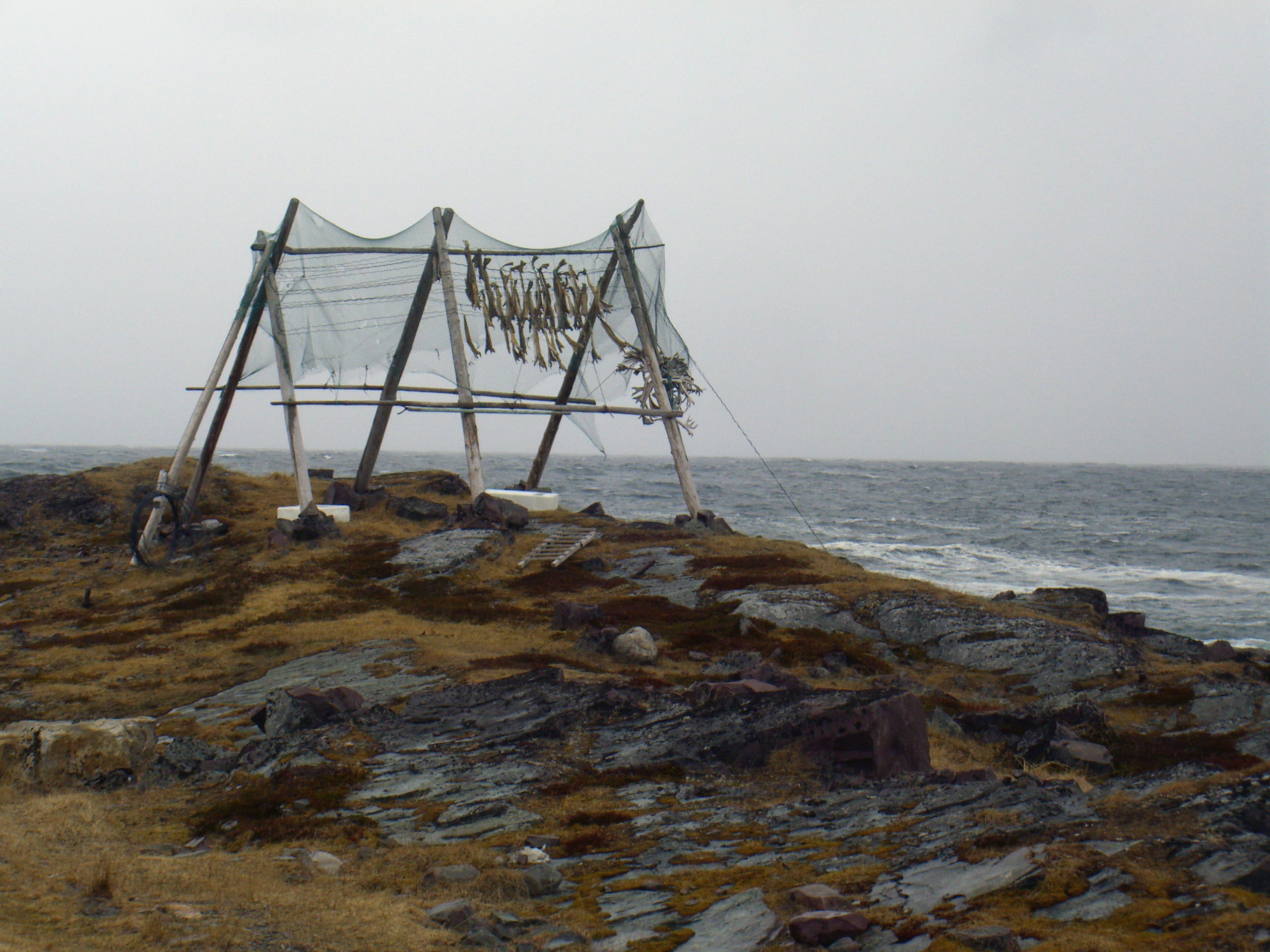
Рибна сушарка на півострові.

## Назва
Останнім елементом є скінченна форма halvøy («півострів»). Значення першої частини назви спочатку є назвою фіорду (давньоскандинавська: Ver(j)angr). Перша частина — ver, що означає «рибальське село», а остання — angr, що означає «фіорд».